# Senna por Ayrton
Senna por Ayrton é uma série documental com três episódios sobre a trajetória de Ayrton Senna.
Produzido pelos Estúdios Globo, a série tem direção geral de Rafael Pirrho e Rafael Timóteo e que também assinam o roteiro ao lado de Camila Côrtes e José Emílio Aguiar.   Estreou em 1 de maio de 2024 pela plataforma de streaming Globoplay. 

## Produção
Ayrton Senna conta sua própria história. O início da carreira, o auge na F1, as rivalidades, os três títulos mundiais e a consagração como o maior ídolo de uma geração de brasileiros.

## Elenco
- Ayrton Senna